# Попоју (Бакау)
Попоју (рум. Popoiu) насеље је у Румунији у округу Бакау у општини Паланка. Oпштина се налази на надморској висини од 666 m.

## Становништво
Према подацима из 2002. године у насељу је живело 739 становника, од којих су сви румунске националности.